# クイーンズタウン駅 (シンガポール)
クイーンズタウン駅（クイーンズタウンえき、英: Queenstown MRT Station）は、シンガポールにある、MRT東西線の高架駅。

## 駅構造
島式1面2線のホームを持つ駅。
| A | ■東西線 | パシール・リス・チャンギ・エアポート方面 |
| B | ■東西線 | ブーン・レイ・ジュロン・イースト方面     |

## 歴史
- 1988年3月12日 開業
- 2011年4月28日 ホームドアが運用開始